# Eleanor Rigby
«Eleanor Rigby» ([ˈɛlənər ˈrɪɡbi], Элинор Ри́гби) — песня английской рок-группы The Beatles, написанная Полом Маккартни. С двойным струнным квартетом под управлением Джорджа Мартина и поразительным текстом на тему одиночества песня продолжила эпоху коренных изменений в творчестве группы, начавшуюся после выпуска альбома Rubber Soul. «Eleanor Rigby» стала одним из наиболее новаторских произведений The Beatles: неожиданная тематика, сюжет, стилистика, аранжировка на многие годы задали стандарт развития в популярной музыке. В композиции соединились балладная мелодия, суровая маршевая поступь и отголосок церковной полифонии. В 1966 году песня получила премию «Грэмми» в номинации за «Лучший вокал в стиле рок-н-ролл (мужской или женский)», а в 2004 году «Eleanor Rigby» заняла 137 место в списке «500 величайших песен всех времён по версии журнала Rolling Stone».
Композиция рассказывает историю одинокой девушки и священника. Герои песни — глубоко одинокие люди, судьбы которых переплетаются, только когда девушка умирает в церкви, где проповедует священник. Не исключено, что персонажи этой песни являются всего лишь собирательными образами, а не конкретными людьми.
«Eleanor Rigby» упоминается в некоторых книгах о классической музыке, где признаётся, что она мало в чём уступает многим песням великих композиторов прошлого. Композитор Говард Гудалл говорит о ней: «Ошеломляющая перекличка безупречных мелодий, с которой в истории европейской музыки, возможно, может сравниться только Моцарт», «одна из немногих попыток спасения западной музыкальной системы» от «многолетней эпидемии авангарда», «городская версия трагической баллады, написанная на основе дорийского лада».

## История создания
Как и со многими песнями, написанными Полом Маккартни, идея к созданию «Eleanor Rigby» пришла к нему во время игры на фортепьяно. Первоначальным названием композиции было — «Miss Daisy Hawkins». Пол заметил это имя в витрине и начал напевать его. Затем он сменил его на Eleanor Rigby, в голову пришла первая фраза, с которой он и пришёл к Джону. Своими воспоминаниями о создании этой композиции музыкант поделился в интервью 1966 года, в котором сказал:

Я написал «Eleanor Rigby», когда жил в Лондоне и в подвале у меня стояло фортепиано. Я подолгу сидел там, и вот однажды я почти бесцельно перебирал клавиши и вдруг нашёл замечательный аккорд, на который ложились слова: «Тра-та-та-та… собирает рис в церкви после свадьбы…» Мысль о человеке, собирающем рис после свадьбы, растрогала меня, потянула за собой мысль об «одиноких людях». Я не сразу сумел выбрать имя, я всегда старался выбирать благозвучные имена. Я перебирал свои старые школьные фотографии, вспоминал имена, и все они звучали как Джеймс Стрингфеллоу, Грейс Пендлтон. А когда читаешь романы, там героев зовут как-нибудь вроде Джеймс Тербери. Это ненастоящие имена. Поэтому я старался выбрать для этой мелодии имя, которое звучало бы по-настоящему и соответствовало бы всей идее песни.

В качестве источника имени Пол указывал на актрису Элеонору Брон (англ. Eleanor Bron, Э́ленор Брон), снимавшуюся вместе с The Beatles в фильме 1965 года — «На помощь». Ригби была взято из названия винного магазина в Бристоле «Rigby & Evens Ltd», куда он зашёл, ожидая Джейн Эшер с репетиции. В 1984 году Пол вспоминал:

«Мне просто понравилось это имя. Я искал нечто звучащее естественно. „Эленор Ригби“ звучало естественно. Клянусь, я думал, что именно так я и придумал Эленор Ригби. Я отчётливо помню, как выбрал имя Эленор, а потом искал правдоподобную фамилию, бродил в районе пристани в Бристоле и наконец увидел её на вывеске магазина. Но оказалось, что на Вултонском кладбище, где мы часто бывали с Джоном, есть могила некой Эленор Ригби. В нескольких ярдах справа от могилы человека по фамилии Маккензи. Либо это чистое совпадение, либо они всплыли в моём подсознании помимо моей воли. Скорее всего, дело в моём подсознании, потому что я не раз бродил среди могил вместе с Джоном. Там мы часто загорали и, кажется, курили. Значит, вмешательство подсознания вполне возможно — по-другому объяснить это я не могу. Я не знаю, в чём тут дело. Совпадение означает соответствие двух вещей. Мы полагаемся на него, как на объяснение, но это просто название явления, и не более того. А что касается причин, по которым возникают совпадения, их, вероятно, наш жалкий мозг охватить не в силах».

The Beatles закончили работу над песней в помещении музыкальной комнаты Джона Леннона в его доме, расположенном в Кенвуде. Джон Леннон, Джордж Харрисон, Ринго Старр, и их общий друг Пит Шоттон прослушали незавершённый вариант произведения Маккартни, которое музыкант исполнил на фортепьяно и после этого внесли свои авторские идеи в композицию. Так, Ринго Старр предложил добавить к песне строку «Пишет слова к своей проповеди, которую никто не услышит, ведь никто не приходит». Шоттон настоятельно рекомендовал заменить начальное имя священника (отец Маккартни) во избежание того, чтобы слушатели не приняли использование за связь с членами семьи Пола. Интересно, что некоторые исследователи творчества группы полагают, что прототипом отца Маккензи является «отец Том Маккензи», прислуживавший в Мемориальном Зале Нортиджа, графство Чешир. Образ католического пастора, святого отца Маккензи, считают проявлением недоверия к католичеству. Появившийся в первоначальном варианте образ старика-бомжа, копающегося в мусорных баках, по мнению Пола, мог усложнить песню и был заменён на священника Маккензи.
Не зная, как закончить песню, Маккартни прислушался к идее друга группы Пита Шоттона, предложившего закончить песню смертью Эленор Ригби. Несмотря на то, что Леннон не поддержал этой идеи, Маккартни всё же использовал идею Шоттона и позже признавал, что вклад Пита в данную композицию был очевиден.
Песне часто присваивают титул элегии одиноких людей или исторической хроники послевоенной жизни в Великобритании.

## Запись песни

Рекламный постер британской версии сингла Eleanor Rigby

«Eleanor Rigby» не имеет ничего общего с общепринятыми стандартами поп-музыки. Это одна из редких работ группы, в которой ни один из её участников не был задействован в записи инструментальной части композиции. В этой записи музыканты выступили только в роли вокалистов. Ведущий вокал осуществил сам автор песни Пол Маккартни, а гармонический — Джон Леннон и Джордж Харрисон. В песне «Eleanor Rigby» звучат только струнные (4 скрипки, 2 альта, 2 виолончели) и вокал. Автор аранжировки — Джордж Мартин. По большей части, инструменты «потеснены» — то есть, они служат двумя струнными квартетами с двумя инструментами, каждый из которых исполняет свою роль в квартете. Микрофоны были помещены близко к инструментам, чтобы достичь более яркого и чувственного звука. Джордж Мартин также настоял на том, чтобы струнные играли без вибрато. Мартин сделал две версии записи, в одной из которых применил его, а в другом нет. Идея Маккартни использовать скрипичное сопровождение, возможно, была навеяна интересом к творчеству итальянского композитора Антонио Вивальди. Джон Леннон также неоднократно подчёркивал свой вклад в песню:

«Ребёнок Пола, которому я помог получить образование… Идея скрипичного сопровождения принадлежала Полу. Его подруга Джейн Эшер познакомила его с музыкой Вивальди и это было очень полезно».
— Джон Леннон 
Песня «Eleanor Rigby» была записана в студии «Эбби-роуд» 28 апреля 1966 года № 2 и закончена 6 июня в студии № 3. Всего было сделано 15 дублей записи.
Продюсер и аранжировщик группы Джордж Мартин в своей автобиографии «Всё в чём ты нуждаешься — это уши» утверждает, что именно он настоял на объединении двух вокальных частей, поскольку вместе они успешно образуют контрапункт.
Альбом был выпущен одновременно в двух вариантах — моно и стерео. В оригинальном стерео-микса голос Пола только в правом канале основной темы песни, в сопровождении струнного квартета, смешанных в один звуковой тракт. В моно-миксе и моно-LP показано более гармоничное звучание. В версиях, вошедших в альбомы Yellow Submarine и Love представлен здесь в довольно близком к оригиналу виде, однако звучание «более современно». После «Eleanor Rigby» без какого-либо перехода звучит гитарный аккомпанемент из песни «Julia» («Белый» альбом). При этом, на его фоне слышны атмосферные электронно-шумовые звучности. Первый дубль песни, без сопровождения струнного квартета, был включён в компиляцию Anthology 2.

## Выпуск
«Eleanor Rigby» была выпущена 5 августа 1966 года. Её выпуск состоялся одновременно с выпуском альбома «Revolver» («Б»-сторона сингла — «Yellow Submarine») и была выпущена под лейблом «Parlophone» в Великобритании, «Capitol» в США).
Песня четыре недели подряд занимала позицию № 1 в списке британских хит-парадов, однако в хит-парадах Америки сумела достичь лишь одиннадцатой позиции.

## Значение

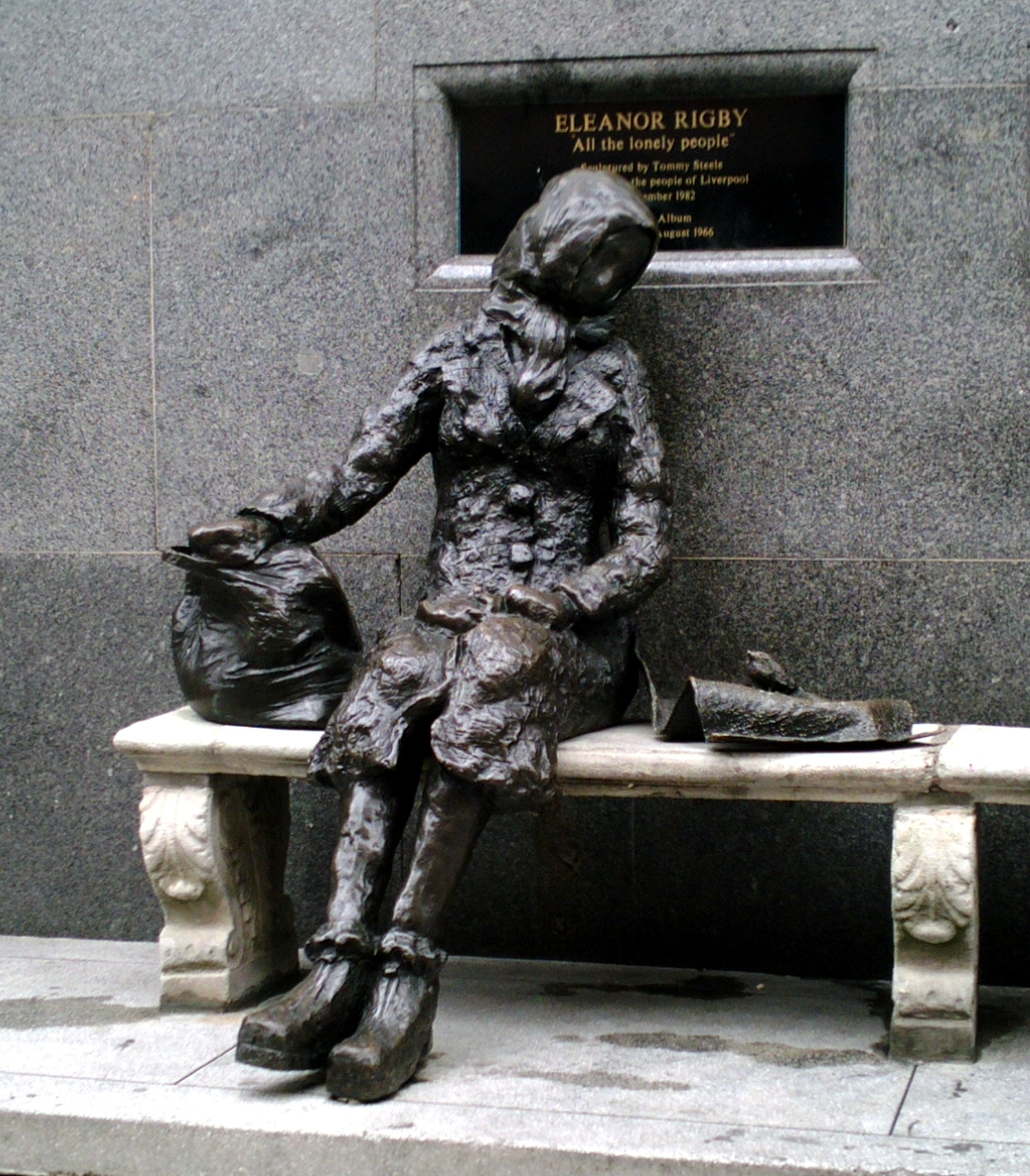
Памятник Эленор Ригби в Ливерпуле

Хотя «Eleanor Rigby» не была первой поп-песней, затронувшей тему смерти и одиночества, согласно рецензиям критика Иэна Макдональда, песня «повергла в самый настоящий шок слушателей поп-музыки в 1966 году». К аналогичному способу выражения мрачных чувств ранее прибегла популярная группа The Shangri-Las. В их песне 1964 года — «Leader of the Pack» рассказана история двух несчастных возлюбленных, любовь которых привела к трагической кончине одного из них. Однако смысловая нагрузка этой песни передаёт более романтическое настроение и далека от чётких представлений о человеческой утрате. В середине 1960-х «поп-стандарт» песен не предусматривал средства выражения тяжёлых душевных переживаний. В те годы поп-музыка обладала более радужным взглядом на жизнь, и такие песни, как «Eleanor Rigby», становились новинкой.
«Eleanor Rigby» передала состояние депрессивности и человеческого опустошения. Композиция, написанная известной группой, сразу же привлекла внимание слушателей тем, что отметила своеобразный переломный момент в творчестве группы, дав начало развитию психоделического рока. Принимая во внимание то, что большинство песен в альбоме Revolver представляет музыкантов классической рок-группой, «Eleanor Rigby» (наравне с «Tomorrow Never Knows») явилась предшественницей психоделического рока, который особенно проявился в работе над альбомом Sgt. Pepper's Lonely Hearts Club Band. Мрачная лирика не была первым отклонением от репертуара The Beatles, прежде исполняющих песни на тему любви. Однако, каковы бы ни были истоки песни «Eleanor Rigby», она стала значительным шагом вперёд по сравнению с «I Want to Hold Your Hand».
«Eleanor Rigby» — вторая песня (после композиции «Yellow Submarine»), прозвучавшая в мультфильме 1968 года «Жёлтая подводная лодка». Обе композиции отличаются тем, что анимационные герои мультфильма (участники группы The Beatles) не исполняют этих песен. «Eleanor Rigby» звучит в начале мультипликационного фильма перед появлением первого «битла» группы Ринго Старра, показанного в образе мирно скучающего и подавленного человека.

В 1967 году гитарист и автор песен группы The Who Пит Тауншенд в одном из интервью сказал: 
«На мой взгляд, «Eleanor Rigby» была очень важным музыкальным шагом вперёд. Определённо это вдохновило меня писать и слушать вещи в подобном же стиле и настроении».

Известный сочинитель рок-н-ролльных композиций Джерри Лейбер сказал о ней:
«Во всех отношениях The Beatles — непревзойдённы. Не думаю, что когда-либо была написана песня лучше, чем „Eleanor Rigby“».

## Исторические факты

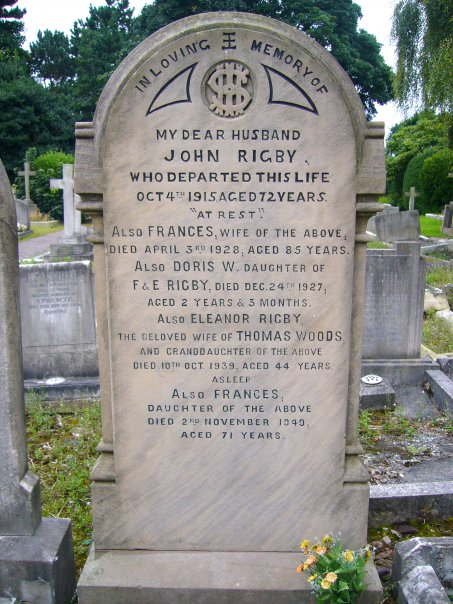
Могильная плита Эленор Ригби

В 80-х годах на кладбище, прилегающем к Церкви Святого Петра Вултон в Ливерпуле, была обнаружена могила Эленор Ригби, в нескольких ярдах от которой находилась могила некого Маккензи. Действительно существовавшая Эленор Ригби родилась в 1895 году, была замужем за человеком по имени Томас Вудс и прожила свою жизнь в Вултоне — пригороде Ливерпуля. Эленор умерла 10 октября 1939 года в возрасте 44 лет. Стала ли покоящаяся здесь Эленор источником вдохновения для написанию песни, до сих пор неизвестно, но её надгробная плита стала местом паломничества поклонников творчества The Beatles, приезжающих в Ливерпуль. В декабре 1982 года в Ливерпуле на Стэнли Стрит, неподалёку от Мэтью-стрит, установлен памятник — статуя Эленор Ригби, женщины, одиноко сидящей на скамье. Это место стало неизменным символом одиноких людей всего мира. На табличке рядом со статуей выбито посвящение: Eleanor Rigby. «All the lonely people …» (с англ. — «Эленор Ригби. Посвящается всем «одиноким людям»»).
В музыкальном видеоклипе 1995 года на песню «Free as a Bird» могила Эленор и удаляющаяся от неё фигура священника Маккензи показаны в одном из кадров.

## В записи участвовали
- Пол Маккартни — вокал
- Джон Леннон — гармонический вокал
- Джордж Харрисон — гармонический вокал
- Тони Гилберт — скрипка
- Сидней Сакс — скрипка
- Джон Шарп — скрипка
- Юрген Хесс — скрипка
- Стефен Шинглз — альт
- Джон Андервуд — альт
- Дерек Симпсон — виолончель
- Норман Джонс — виолончель
- Джордж Мартин — продюсер, аранжировщик
- Джефф Эмерик — инженер

## Кавер-версии

### Студийные версии
В общей сложности было выпущено около 61 кавер-версии песни.
1. Дудлс Уивер записал комическую версию песни под названием «Feetlebaum Returns!». Она вошла в альбом Doctor Demento's Delites.
2. Версия 1967 года Джоан Бэез, вошедшая в альбом певицы Joan.
3. Пэт Арнольд в альбоме First Cut.
4. Версия Джонни Мэтиса вошла в альбом 1967 года Johnny Mathis Sings.
5. Версия Рэя Чарльза, выпущенная синглом, вошла в альбом музыканта A Portrait of Ray (1968).
6. Бобби Джентри для альбома 1968 года Local Gentry.
7. Американская группа Booker T. & the M.G.’s в альбоме 1968 года Soul Limbo.
8. Версия Тони Беннетт, выпущенная в январе 1970 года в альбоме Tony Sings the Great Hits of Today!.
9. Версия Ареты Франклин для альбома This Girl’s in Love with You (1970), вышедшая синглом.
10. Джазовые музыканты, такие как The Crusaders и Вэс Монтгомери (альбом 1967 года A Day in the Life), Стэнли Джордэн (альбом 1985 года Magic Touch) и Джон Пиззэрелли сделали запись инструментальной версии песни, использовав в записи звучание соло-гитары, заменяющей вокальную партию.
11. Австралийская группа Zoot выпустила версию, записанную в жанре психоделического рока, в 1970 году. Песня достигла позиции #4 в австралийских хит-парадах и завоевала «золотой» статус после своего переиздания в 1980 году.
12. Ямайский музыкант, автор-исполнитель и продюсер Харрис «Б.Б». Ситон в сотрудничестве с группой The Gaylads записали версию «Eleanor Rigby» в стиле регги в 1972 году.
13. Версия бразильского композитора и певца Каэтану Велозо, вошедшая в альбом Qualquer coisa (1975).
14. В 1975 году англо-бельгийская-группа прогрессивного рока Esperanto записала кавер-версию песни, вошедшую в альбом Last Tango.
15. Американская диско-группа Wing and a Prayer Fife and Drum Corps записали свою версию песни, вошедшую в альбом 1976 года Babyface.
16. Группа Ethel the Frog записали песню, вышедшую в формате сингла и записанную для EMI в 1979 году.
17. Группа The Jerry Garcia Band исполнили инструментальную версию как часть попурри с песней «After Midnight» (с англ. — «После Полуночи»).
18. Итальянский певец и киноактёр Адриано Челентано в 1986 году записал версию композиции на итальянском языке, которая вошла в его альбом I miei americani 2.
19. Realm записали кавер-песню, вошедшую в их альбом 1988 года Endless War (с англ. — «Бесконечная война»).
20. Жуниор Рейд выпустил версию танцевальную версию песни, вошедшую в альбом 1990 года One Blood (с англ. — «Одна Кровь»).
21. Группа The Violet Burning записали песню, вошедшую в их альбом 1992 года Strength (с англ. — «Сила»).
22. Уэйн Джонсон сделал запись акустической версии этой песни, вошедшую в его альбом 1995 года Kindred Spirits.
23. Рок-группа Kansas записала песню, вошедшую в альбом 1998 года Always Never the Same.
24. Версия Godhead, вошедшая в альбом 2001 года 2000 Years of Human Error.
25. Группа Pain сделала запись этой песни, которая впоследствии вошла в альбом музыкантов 2002 года Nothing Remains the Same.
26. Версия Лианы Кэрролл, вошедшая в альбом 2005 год Standard Issue.
27. Рок-группа Thrice включила кавер-версию песни в свой альбом 2005 года If We Could Only See Us Now.
28. Гитарист из группы Twisted Sister Эдди Охеда записал кавер-версию песни для своего сольного альбома 2006 года Axes 2 Axes. Ди Снайдер исполнил вокальную партию в композиции.
29. Кавер-версия песни, записанная Дэвидом Шоммером (feat. Дэвид Дженсен) звучит на саундтреке к фильму 2006 года «Нас приняли!».
30. Поп-группа Elevator Suite записала кавер-версию песни, вошедшую в альбом 2007 года.
31. В 2008 году Дэвид Кук, победитель седьмого сезона популярного телешоу American Idol, исполнил эту песню на шоу. Позже песня была выпущена синглом на iTunes.
32. В 1982 году рок-группа Twelfth Night записала кавер-версию в стиле музыки 80-х этой песни. Песня была выпущена синглом, и позже включена как бонус-трек в расширенную версию альбома Fact and Fiction.
33. «Биг-бенд Джона ЛаБарбера» сделал запись версии этой песни на своём компакт-диске On the Wild Side.
34. Марк Вуд выпустил версию этой песни в альбоме 2003 года These Are a Few of My Favorite Things, записанную совместно с женой музыканта, Лорой Кэй, исполнившей вокальную партию в композиции.
35. Илан Рубин из группы Nine Inch Nails записал кавер-версию этой песни во время своей звукозаписывающей сессии альбома Coup.
36. Американский джазовый музыкант Чик Кориа записал кавер-версию песни, вошедшую в трибьют-альбом 1995 года (I Got No Kick Against) Modern Jazz.
37. Шведская певица Шарлотта Перелли в альбоме 2006 года I din röst. На оригинале песня звучит как Elinor Rydholm.
38. Питерская группа Animal Jazz исполнила песню на сингле 2003 года «15».
39. Ирландская группа De Dannan выпустила в 1980 году инструментальную версию «Eleanor Rigby», обработанную в народной кельтской традиции.
40. В 1996 году прогрессив-рок-группа Tangerine dream представила в альбоме Shepherds bush 8-минутную версию композиции.
41. Московская группа «Слот» приняла участие в проекте Let it Beatles, записав песню «Eleanor Reagby» 2012 год.
42. 21 июня 2016 года группа Our Last Night выложила кавер-версию песни на своем Youtube канале.
43. 28 октября 2020 года британская ретровейв-группа Gunship выпустила кавер-версию песни в Bandcamp.[32]

### «Живые» исполнения
- The Four Tops записали эту песню для альбома 1969 года The Four Tops Now! (с англ. — «А вот и The Four Tops»).
- The Supremes исполнили песню, включив её в одно из своих концертных попурри вместе с группой The Temptations.
- Английский музыкант Джо Джексон записал кавер-версию песни для своего концертного альбома 2000 года Summer in the City: Live in New York.
- Группа Panic at the Disco исполнили песню на одном из своих «живых» концертов, но версия никогда не записывалась в студии.
- Рок-группа Acceptance исполнили «живую» версию песню со скрипачом из группы Yellowcard Шоном Маккином во время совместных гастролей названных групп в конце 2005 года.
- Австралийская группа, работающая в стиле а капеллы, The Idea of North, исполнила джазовую версию песни «Eleanor Rigby», вошедшую в их концертный альбом Live at the Powerhouse album.
- Версия, записанная в стиле электронной музыки немецкой группой Tangerine Dream вошла в их альбом Dream Encores.
- Во время летнего тура 2008 года группа Dave Matthews Band использовала первые строчки «Eleanor Rigby» для песни The Dreaming Tree.

### Семплы
- В 1994 году ирландская певица Шинейд О’Коннор использовала тематику песни для своей песни «Famine», вошедшей в альбом Universal Mother. Песня была позже повторно сведена и выпущена синглом в 1995 году. Композиция вошла в «Топ 40» британских музыкальных хитов.
- В 2004 году бруклинский рэпер Талиб Квели выпустил «Lonely People», используя песню «Eleanor Rigby» как главный семпл.
- В 2006 году Team9 создал ремикс на песню «Eleanor Rigby» с использованием мотивов песни группы Queens of the Stone Age «In My Head».
- Рэп-исполнитель Lupe Fiasco записал семпл «Eleanor Rigby» для своей песни «Go Go Gadget Flow». Песня вошла в альбом музыканта 2007 года The Cool.
- B.o.B записал семпл «Eleanor Rigby» как главный семпл для его песни «Lonely People» в 2008 году.
- В 1994 году Prince Ital Joe feat.Marky Mark использовал приём песни «Eleanor Rigby» в рефрене песни «Happy people».

## Интересные факты
- Документ с автографом Эленор Ригби, послужившей прототипом героини знаменитой песни группы The Beatles, был продан на лондонском аукционе за $177 тыс.[33]. Документ представляет собой платежную ведомость ливерпульской больницы за 1911 год с подписью шестнадцатилетней Эленор Ригби[33]. Согласно ведомости Ригби получала 14 фунтов в год[33]. Ценный документ хранился в архиве Пола Маккартни и был передан на аукцион в качестве коллекционного предмета из истории знаменитой британской группы[33]. Вырученные с продажи документа деньги пошли на нужды благотворительного фонда «Sunbeams Music Trust»[5]. Глава фонда Энни Моусон утверждала, что получила автограф Эленор Ригби в 1990-е годы от Пола Маккартни[5].
- Скрипач Патрик Холлинг отстаивает права на песню «Eleanor Rigby», в которой он исполнил партию[34]. 84-летний музыкант, записавший ряд композиций с «ливерпульской четвёркой» — The Beatles, настаивает на том, что ему причитаются денежные отчисления при трансляции композиции на радио и после 2016 года, то есть после того, как ей исполнится 50 лет[34]. Европарламент планировал заняться этим вопросом в начале 2009 года. Предполагается, что срок перечисления денежных средств увеличат до 95 лет — такой срок прописан в законодательстве США[34].
- В январе 1990 года, когда Маккартни давал концерт в Бирмингеме, к нему подошёл человек, заявивший, что он и есть главный герой песни «отец Макензи». Пол не растерялся и тут же парировал: «А где же мистер Кайт и Билли Ширс?» (имеются в виду воображаемые герои других песен The Beatles).
- В Ливерпуле открыт «Отель Эленор Ригби». Отель расположен в доме № 34 по улице Стэнли Стрит[35].
- Фанаты группы The Beatles собирают деньги на восстановление могилы Эленор Ригби, которая всем известна по классической песне группы, в связи с её ветхим состоянием. Таксист Джей Джонсон, 45 лет, открывший «Fab Cabs Beatles tours», призвал отремонтировать фамильное надгробие Ригби.

## Чарты

### Великобритания
| Позиция | 08 | 01 | 01 | 01 | 01 | 03 | 05 | 09 | 18 | 26 | 30 | 33 | 42 |

### «UK Singles Chart»
| Позиция | 63 | 81 |